# Behandlungspflege

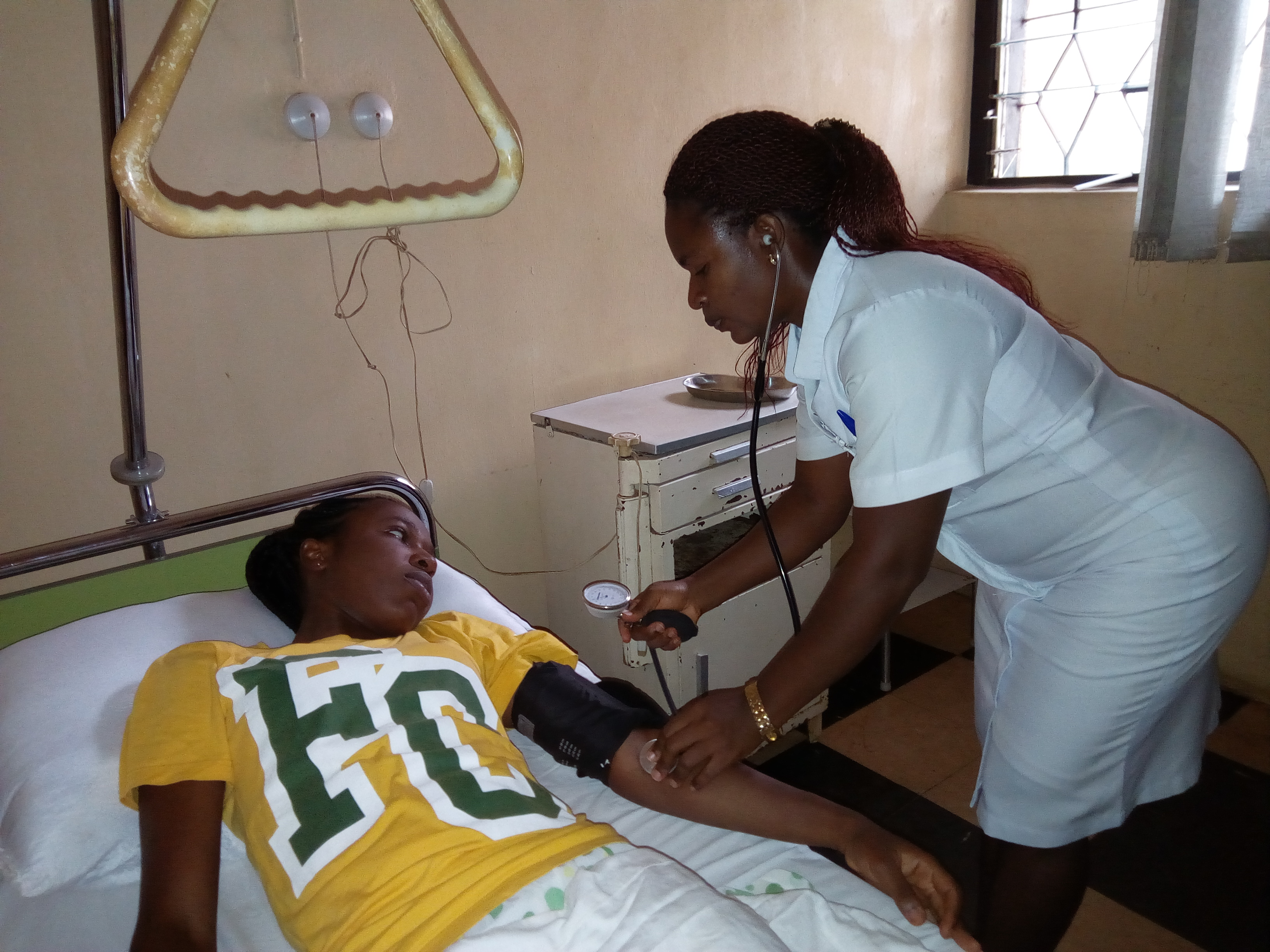
Blutdruckmessung ist als Behandlungspflege verordnungspflichtig

Als Behandlungspflege oder seltener Spezielle Pflege werden in der Sozialgesetzgebung Tätigkeiten verstanden, die auf ärztliche Anordnung durch Pflegekräfte aus dem Bereich der Gesundheits- und Krankenpflege, der Kinderkrankenpflege, und der Altenpflege erbracht werden. Diese Aufgaben umfassen unter anderem Wundversorgung, Verbandwechsel, Medikamentengabe, Blutdruck- und Blutzuckermessung und die ärztliche Assistenz. Die „Behandlungspflege“ kann sowohl stationär wie auch ambulant erfolgen.
Im Gegensatz dazu werden alle pflegerischen Tätigkeiten, die der grundlegenden Versorgung des Pflegebedürftigen dienen, beispielsweise die Körperpflege, als Grundpflege oder direkte Pflege bezeichnet.
Beide Begriffe gelten in der Pflegewissenschaft als veraltet.

## Geschichte des Begriffes
Das Begriffspaar „Grund- und Behandlungspflege“ wurde im deutschsprachigen Raum 1967 durch den Krankenhausökonomen Siegfried Eichhorn eingeführt. Die beiden Begriffe entstanden hierbei als Übersetzungen aus einer englischsprachigen Arbeit von 1954. Der mit dieser Aufteilung der Pflegepraxis verbundene Dualismus zwischen der Versorgung von körperlichen Grundbedürfnissen und ärztlich verordneten Tätigkeiten wurde mit einem sich ändernden Berufsverständnis und dem Aufkommen der Pflegewissenschaft zugunsten einer ganzheitlicheren Betrachtungsweise verlassen. In Lehrbüchern für Pflegeberufe wurde 2004 die Verwendung der Begriffe abgelehnt, sofern sie noch erwähnt wurden. Sie fanden jedoch Eingang in § 37 des Fünften Buches Sozialgesetzbuch (SGB V) und werden dort auch verwendet, wenngleich eine Legaldefinition nicht existiert.
Monika Krohwinkel verabschiedete 2013 in der Überarbeitung ihres Pflegemodelles diese Begrifflichkeit und führt aus:  „...Die Begriffe Grundpflege und Behandlungspflege sollten als überholt angesehen werden. Stattdessen sollte von Pflege und von Mitarbeitsaufgaben der Pflege gesprochen werden, wie dies auch in der Studie zur fördernden Prozesspflege im Zusammenhang mit dem Managementmodell begründet, untersucht und entwickelt worden ist. Die Hauptaufgaben und Verantwortungen beruflicher Pflege werden in diesem Modell nicht primär den Mitarbeitsaufgaben für andere Berufsgruppen zugeordnet, sondern einer personzentrierten Pflege im direkten Pflegeprozess, der Dokumentation sowie einer personenorientierten Organisation pflegerischer Prozesse mit entsprechenden Zuordnungen personeller, zeitlicher und materieller Ressourcen.“

## Gesetzliche Grundlagen in Deutschland
Der Begriff der Behandlungspflege wurde in die Bestimmungen des Fünften Buches Sozialgesetzbuch zur häuslichen Krankenpflege aufgenommen und findet sich umschrieben im SGB XI zur Pflegeversicherung.
Maßnahmen der Behandlungspflege dürfen in der häuslichen Krankenpflege und vollstationären Pflegeeinrichtungen nur von Pflegefachkräften durchgeführt und dokumentiert werden. Hierbei bezieht sich der Fachkundebegriff auf Pflegefachpersonen, die mindestens im Rahmen einer dreijährigen Ausbildung ein Examen in einem der drei Pflegeberufe oder einen pflegewissenschaftlichen Studienabschluss nachweisen können. Zu den Pflegefachberufen gehören ausschließlich Gesundheits- und Krankenpfleger, Altenpfleger, Gesundheits- und Kinderkrankenpfleger.
Für den Bereich der Pflegeversicherung existiert keine gesetzliche Mindestanforderung an die Ausbildung oder die Berufspraxis.
Bis 2007 wurden die Leistungen der stationären Behandlungspflege entweder im Rahmen der Fallpauschalen übernommen oder waren in dem Gesamtbudget der Pflegeheime enthalten und somit kostenfrei für die Krankenkassen. 2007 wurde die Finanzierung der Behandlungspflege theoretisch nicht wie die Grundpflege durch die Pflegekassen übernommen, sondern wurde als Leistung der Krankenkassen einzeln abgerechnet. Dies ist in der ambulanten Pflege schon länger üblich, hier erfolgt die Übernahme der medizinisch notwendigen Pflege auf Verordnungsschein und wird mit der Krankenkasse abgerechnet. Dabei gehen die Krankenkassen jedoch regelmäßig davon aus, dass bei Gewährung von Pflegegeld auch die Behandlungspflege abgegolten ist.

### Leistungen der Behandlungspflege
In der Richtlinie über die Verordnung von häuslicher Krankenpflege werden als verordnungs- und genehmigungsfähige Leistungen der Behandlungspflege folgende Tätigkeiten genannt:
- Absaugen der oberen Luftwege; Bronchialtoilette
- Bedienung und Überwachung eines Beatmungsgerätes
- Blasenspülung
- Blutdruckmessung
- Blutzuckermessung
- Dekubitusbehandlung
- Überprüfen und Versorgen von Drainagen
- Unterstützung der Stuhlausscheidung mittels Einlauf (Klistier, Klysma), digitaler Enddarmausräumung
- Flüssigkeitsbilanzierung
- intravenöse Infusionen
- subkutane Infusionen
- Inhalationen
- subkutane und intramuskuläre Injektionen
- Instillation
- Versorgung eines suprapubischen Katheters
- Katheterisierung der Harnblase zur Ableitung des Urins
- spezielle Krankenbeobachtung
- Symptomkontrolle bei Palliativpatienten
- Legen und Wechseln einer Magensonde
- Richten und Verabreichen von Medikamenten; Durchführen der Sanierung von MRSA-Trägern mit gesicherter Diagnose
- Versorgung einer Perkutanen endoskopischen Gastrostomie (PEG)
- Psychiatrische häusliche Krankenpflege
- Stomabehandlung
- Wechseln und Pflege von Trachealkanülen
- Pflege eines zentralen Venenkatheters (ZVK)
- Anlegen und Wechseln von Wundverbänden oder stützenden und stabilisierenden Verbänden; Anlegen oder Abnehmen eines Kompressionsverbandes; An- oder Ausziehen von ärztlich verordneten Kompressionsstrümpfen bzw. -strumpfhosen

## Österreich
In Österreich wird die Behandlungspflege im sogenannten Mitverantwortlichen Tätigkeitsbereich der
Gesundheits- und Krankenpflege beschrieben, wobei dem Arzt die Anordnungsverantwortung zufällt, und der Pflegeperson die Durchführungsverantwortung. Jede ärztliche Anordnung hat vor der Durchführung schriftlich zu erfolgen. Nur in der Hauskrankenpflege kann in begründeten Ausnahmefällen die Anordnung mündlich gegeben sein, ist jedoch innerhalb von 24 Stunden schriftlich nachzutragen.